# Rockin' in the Free World
"Rockin' in the Free World" é uma música do cantor e compositor canadense Neil Young lançada no álbum de estúdio Freedom, em 14 de novembro  de 1989. Duas versões da música foram lançadas, semelhante à música "Hey Hey, My My (Into the Black)" do álbum Rust Never Sleeps de Young, uma das quais é executada com um arranjo predominantemente acústico, e a outra com um arranjo essencialmente elétrico. É considerada uma das melhores músicas do cantor. Foi classificada na posição de número 216 nas 500 Melhores Canções de Todos os Tempos da Rolling Stone.

## Contexto
A música foi apresentada pela primeira vez ao vivo em 21 de fevereiro de 1989 em Seattle com junto com a banda The Restless.
Jimmy McDonough afirma em seu livro Shakey que a canção teve origem em uma das turnês de Young no final dos anos 80. Ele e Frank "Poncho" Sampedro supostamente viram fotos de jornal do corpo do aiatolá Khomeini sendo levado para o túmulo, enquanto as pessoas estavam queimando bandeiras americanas na rua. Sampedro comentou: "O que quer que façamos, não devemos nos aproximar do Oriente Médio. Provavelmente é melhor nós apenas continuarmos agitando em um mundo livre." Young perguntou se ele pretendia usar essa ideia como base de uma música e quando ele disse que não, então o cantor disse que o faria.
No entanto, a morte de Khomeini ocorreu meses após a primeira apresentação ao vivo da música.
As letras criticam o governo de George H. W. Bush, que estava em seu primeiro mês, e os problemas sociais da vida americana contemporânea, enquanto se referia diretamente ao famoso "mil pontos de luz" de Bush de seu discurso de posse de 1989 e sua promessa de campanha presidencial para os EUA tornarem-se uma nação "mais amável e gentil." A música rapidamente se tornou um grito de guerra na América pós-Reagan por "valores americanos" e a queda do comunismo.
A música foi classificada como número 216 na lista das 500 Melhores Canções de Todos os Tempos da Rolling Stone e está incluída no álbum de grandes êxitos Greatest Hits, de 2004.

## Controvérsia da campanha Trump
A música foi tocada antes do anúncio formal de que Donald Trump concorreria como candidato republicano para a presidência dos Estados Unidos em 2016. Young, um antigo defensor de Bernie Sanders, disse que o uso de "Rockin 'in the Free World" por Trump não foi autorizado. Sanders desde então usou a música em seus próprios comícios políticos. A disputa foi posteriormente determinada como um problema de licenciamento, foi resolvida e a campanha de Trump voltou a usá-la. Young explicou à Rolling Stone que não teve problemas com a campanha usando a música.